# IMP.
IMP.（アイエムピー）は、日本の7人組男性アイドルグループ。TOBE所属。2023年8月18日、デジタルシングル『CRUISIN'』で世界同時配信デビュー。ファンネームは「PINKY.」（ピンキー）。
グループカラーは黒とマゼンタピンクで、グループ名末尾の「.」（ドット）は「IMP. 」のようにピンク色で表記される。

## 来歴

### 2023年
2023年5月25日、ジャニーズJr.内ユニット・IMPACTorsとして活動していたメンバー7人全員がジャニーズ事務所を退所。
7月14日、元ジャニーズ事務所副社長の滝沢秀明が同社を退社して立ち上げたエンターテインメント会社「TOBE」へ合流し、「IMP.」のグループ名で再始動することをYouTube生配信で発表した。同時にファンクラブも設立し、同日午後8時にはInstagramとTwitterに公式アカウントを開設した。
8月18日にデジタルシングル『CRUISIN'』で世界同時配信デビューすることが8月11日に発表され、同日午後7時にはティザー映像が公開された。8月12日、ファンネームが「PINKY.」に決定。8月16日にはYouTubeチャンネルが開設され、毎週月曜と水曜に更新される運びとなった。
YouTubeで公開された「CRUISIN'」のミュージック・ビデオは公開から1日で201万回再生を記録し、人気急上昇ランクの音楽部門でも2位に浮上した。オリコン週間デジタルシングル（単曲）ランキングやBillboard Japan Download Songsでも最新ランキングでダウンロード数1位を記録し、好調なスタートを切った。
8月28日、JFN全国38局ネットのラジオ番組『坂本美雨のディアフレンズ』にゲスト出演し、デビュー後初めてメディア出演を果たす。9月14日、ABC-MARTが展開するadidas「SWITCH RUN」のキャンペーンでデビュー後初めて広告に起用され、ウェブムービーでは新曲「SWITCHing」を披露した。
11月8日、「CRUISIN'」「IMP.」両曲を収録したグループ初のCDシングル『CRUISIN'/IMP.』が制作され、TOBEのオンラインストア限定でリリースされた。「CRUISIN'」はBillboard JAPAN 総合ソング・チャート“JAPAN Hot 100”で2位を記録している。

### 2024年
2024年4月1日、初の冠レギュラーラジオ番組『IMP.のIMPickup』がJFN全国38局ネットで開始する。
5月29日、1stアルバム『DEPARTURE』をリリース。メンバーの横原悠毅によれば、タイトルは「日本から世界に向けての一歩」という意味を込めたものである。
6月13日から14日にかけ、初の単独コンサート『DEPARTURE』を有明アリーナで開催する。前身のグループ時代を含め、結成後初めてのアリーナ公演となった。公演の模様は8月16日からプライムビデオで世界配信され、2025年3月10日にはBlu-rayとして発売された。
10月1日より、メンバーそれぞれが全国7地区のテレビ局で単独レギュラー番組を受け持つ。10月28日には、グループ初の冠バラエティ番組『IMP.のびしろRoom』がプライムビデオで独占配信を開始した。

### 2025年
2025年1月8日より、初の単独ツアー『IMPERIAL LIVE TOUR 2025』を全国18都市で開催。合計で約7万5000人を動員し、2月に開催されたパシフィコ横浜国立大ホール公演の模様は5月2日からプライムビデオで世界配信された。
5月1日より、初の主演舞台『IMPACT』を全国3都市で上演する。御園座で5月24日・25日に行われる3公演は全国約200館の映画館でライブビューイングを実施する。

## メンバー
出典
| 名前                         | 生年月日               | 血液型 | メンバーカラー | 備考     |
| ---------------------------- | ---------------------- | ------ | -------------- | -------- |
| 佐藤新 （さとう あらた）     | 2000年9月1日（24歳）   | O型    | ピンク         | センター |
| 基俊介 （もとい しゅんすけ） | 1996年10月17日（28歳） | B型    | 緑             |          |
| 鈴木大河 （すずき たいが）   | 1998年6月29日（27歳）  | O型    | 青             |          |
| 影山拓也 （かげやま たくや） | 1997年6月11日（28歳）  | O型    | 赤             | リーダー |
| 松井奏 （まつい みなと）     | 2000年9月2日（24歳）   | O型    | 黄             |          |
| 横原悠毅 （よこはら ゆうき） | 1996年9月13日（28歳）  | O型    | 紫             |          |
| 椿泰我 （つばき たいが）     | 1998年2月10日（27歳）  | O型    | オレンジ       |          |

## ディスコグラフィ
レーベルはTOBE MUSIC。

### シングル

#### CDシングル
|     | 発売日         | タイトル           | 形態            | 形態       | 規格品盤  | 収録アルバム |
| --- | -------------- | ------------------ | --------------- | ---------- | --------- | ------------ |
| 1st | 2023年11月8日  | CRUISIN'/IMP.      | 初回生産限定盤A | CD+Blu-ray | TBCT0714X | DEPARTURE    |
| 1st | 2023年11月8日  | CRUISIN'/IMP.      | 初回生産限定盤B | CD+Blu-ray | TBCT0715X | DEPARTURE    |
| 1st | 2023年11月8日  | CRUISIN'/IMP.      | 通常盤          | CD         | TBCT0716  | DEPARTURE    |
| 2nd | 2024年2月21日  | SWITCHing/I Got It | 初回生産限定盤A | CD+Blu-ray | TBCT0720X | DEPARTURE    |
| 2nd | 2024年2月21日  | SWITCHing/I Got It | 初回生産限定盤B | CD+Blu-ray | TBCT0721X | DEPARTURE    |
| 2nd | 2024年2月21日  | SWITCHing/I Got It | 通常盤          | CD         | TBCT0722  | DEPARTURE    |
| 3rd | 2024年12月16日 | BAM-BOO/ミチシルベ | 初回生産限定盤A | CD+Blu-ray | TBCT0744X | 未収録       |
| 3rd | 2024年12月16日 | BAM-BOO/ミチシルベ | 初回生産限定盤B | CD+Blu-ray | TBCT0745X | 未収録       |
| 3rd | 2024年12月16日 | BAM-BOO/ミチシルベ | 通常盤          | CD         | TBCT0746  | 未収録       |
| 4th | 2025年6月23日  | Cheek to Cheek     | 初回生産限定盤A | CD+Blu-ray | TBCT0758X | 未収録       |
| 4th | 2025年6月23日  | Cheek to Cheek     | 初回生産限定盤B | CD+Blu-ray | TBCT0759X | 未収録       |
| 4th | 2025年6月23日  | Cheek to Cheek     | 通常盤          | CD         | TBCT0760  | 未収録       |

#### 配信シングル
順位はオリコン調べによるオリコン週間デジタルシングル（単曲）ランキングでの最高順位を示す。
|     | 配信日         | タイトル       | 規格                   | 順位 | 初収録アルバム |
| --- | -------------- | -------------- | ---------------------- | ---- | -------------- |
| 1st | 2023年8月18日  | CRUISIN'       | デジタル・ダウンロード | 1位  | DEPARTURE      |
| 2nd | 2023年9月15日  | IMP.           | デジタル・ダウンロード | 2位  | DEPARTURE      |
| 3rd | 2023年10月13日 | SWITCHing      | デジタル・ダウンロード | 2位  | DEPARTURE      |
| 4th | 2023年12月8日  | I Got It       | デジタル・ダウンロード | 4位  | DEPARTURE      |
| 5th | 2024年3月8日   | FLOW           | デジタル・ダウンロード | 7位  | DEPARTURE      |
| 6th | 2024年10月21日 | BAM-BOO        | デジタル・ダウンロード | 5位  | 未収録         |
| 7th | 2024年11月18日 | ミチシルベ     | デジタル・ダウンロード | 4位  | 未収録         |
| 8th | 2025年4月7日   | Cheek to Cheek | デジタル・ダウンロード | 3位  | 未収録         |

|   | 配信日         | タイトル                 | 規格                   | 順位 | 初収録アルバム |
| - | -------------- | ------------------------ | ---------------------- | ---- | -------------- |
| - | 2023年10月13日 | SWITCHing early Remix    | デジタル・ダウンロード | 32位 | 未収録         |
| - | 2023年10月13日 | SWITCHing day Remix      | デジタル・ダウンロード | 32位 | 未収録         |
| - | 2023年11月6日  | CRUISIN' (Remix Edition) | デジタル・ダウンロード | 5位  | 未収録         |

### アルバム
|     | 発売日        | タイトル  | 形態            | 形態       | 規格品盤  |
| --- | ------------- | --------- | --------------- | ---------- | --------- |
| 1st | 2024年5月29日 | DEPARTURE | 初回生産限定盤A | CD+Blu-ray | TBCT0732X |
| 1st | 2024年5月29日 | DEPARTURE | 初回生産限定盤B | CD+Blu-ray | TBCT0733X |
| 1st | 2024年5月29日 | DEPARTURE | 通常盤          | CD         | TBCT0734  |

### 映像作品
|     | 発売日        | タイトル                                 | 形態           | 形態    | 規格品盤    |
| --- | ------------- | ---------------------------------------- | -------------- | ------- | ----------- |
| 1st | 2025年3月10日 | TOBE LIVE at ARIAKE ARENA 2024 DEPARTURE | 初回生産限定盤 | Blu-ray | TBXA0005〜6 |
| 1st | 2025年3月10日 | TOBE LIVE at ARIAKE ARENA 2024 DEPARTURE | 通常盤         | Blu-ray | TBXA0007〜8 |

### ミュージック・ビデオ
| 年   | タイトル       | リンク     | 監督 | 備考 |
| ---- | -------------- | ---------- | ---- | ---- |
| 2023 | CRUISIN'       | [ 動画 1 ] |      |      |
| 2023 | IMP.           | [ 動画 2 ] |      |      |
| 2023 | SWITCHing      | [ 動画 3 ] |      |      |
| 2023 | I Got It       | [ 動画 4 ] |      |      |
| 2024 | FLOW           | [ 動画 5 ] |      |      |
| 2024 | NINNIN JACK    | [ 動画 6 ] |      |      |
| 2024 | BAM-BOO        | [ 動画 7 ] |      |      |
| 2024 | ミチシルベ     | [ 動画 8 ] |      |      |
| 2025 | Cheek to Cheek | [ 動画 9 ] |      |      |

### 参加作品
- to HEROes「Be on Your side」（2024年）[53]

## タイアップ
| 起用年 | 曲名           | タイアップ                                                                     |
| ------ | -------------- | ------------------------------------------------------------------------------ |
| 2023年 | SWITCHing      | ABC-MART adidas「SWITCH RUN」                                                  |
| 2023年 | CRUISIN'       | Capsule -Mt.Fuji 山中湖花火音楽祭-                                             |
| 2024年 | BAM-BOO        | 「XゲームズCHIBA2024」テーマソング                                             |
| 2024年 | ミチシルベ     | テレビ東京系ドラマプレミア23『Qrosの女』エンディングテーマ                     |
| 2025年 | Masquerade     | HARIAS「薬用クッションファンデーション」『最高のキミに、会いたい。』篇CMソング |
| 2025年 | Cheek to Cheek | TBS系ドラマストリーム『三人夫婦』主題歌                                        |
| 2025年 | BAM-BOO        | 「XゲームズOSAKA2025」テーマソング                                             |
| 2025年 | Reckless Love  | MBSドラマ『私の彼が姉の夫になった理由』エンディング主題歌                      |

## 出演

### ラジオ番組
- IMP.のIMPickup（2024年4月1日 - 、TOKYO FM）[21]

### 配信番組
- とべばん（2023年11月25日 - 、YouTube）[61]
- TOBEの夏休み。（2023年12月24日 - 、ABEMA）※全5回
- TOBE HIGH SCHOOL（2024年1月2日 - 、TikTok）
- IMP.のびしろRoom（2024年10月28日 - 、プライムビデオ）[27][62]

### テレビ番組
- Oha!4 NEWS LIVE（2024年12月2日 - 、日本テレビ） - 年末特別企画「IMPress.」[63]
- ピタニュー（2024年12月10日 - 、広島ホームテレビ） - 広島ホームテレビ被爆80年企画『IMP. プレゼンツ「平和を創る7ピース」』[64]
- あきさみよーIMP.（2025年1月4日、RBC琉球放送）[65]

### CM・広告
- ABC-MART adidas「SWITCH RUN」（2023年9月14日 - ）[17]
- HARIAS「薬用クッションファンデーション」（2025年2月5日 - ）[57]
- FILA（2025年3月 - ） - ブランドアンバサダー[66]

### ライブ・フェス
- D.U.N.K. Showcase in KYOCERA DOME OSAKA（2023年12月2日、京セラドーム大阪）[67][68]
- to HEROes 〜TOBE 1st Super Live〜（2024年3月14日 - 17日 東京ドーム）[69][70]
- Chengdu Strawberry Music Festival（2024年4月21日、中国・成都、Chengdu Intangible Cultural Heritage Creative Industry Park）[71]
- JAPAN JAM 2024（2024年4月29日、千葉市蘇我スポーツ公園）[72]
- MIXEDPOP BANGKOK 2024（2024年7月7日、タイ・バンコク）[73]
- to HEROes 〜TOBE 2nd Super Live〜（2025年3月6日・7日、東京ドーム / 4月6日・7日、京セラドーム大阪）[74]
- イナズマロック フェス 2025〈雷神ステージ〉（2025年9月21日予定、烏丸半島芝生広場）[75]

### 舞台
- IMPACT（2025年5月1日 - 25日、御園座 / 5月30日 - 6月1日、本多の森北電ホール / 6月6日 - 8日、広島文化学園HBGホール）[76]

### イベント
- Act for HOPE to HEROes PROJECT in TOKYO DOME（2024年8月11日、東京ドーム）[注 2]
- X Games Chiba 2024（2024年9月21日、幕張メッセ）[78]
- X Games Osaka 2025（2025年6月21日、京セラドーム大阪）[59][79]